# Pachyteria ruficollis
Pachyteria ruficollis là một loài bọ cánh cứng trong họ Cerambycidae.